# سعيد حسن سمور
القارئ الشيخ سعيد حسن حسين سمور (1917 – 30 أغسطس 1982)، شيخ وعلامة وفقيه وقارئ للقرآن، ولد ونشأ في مدينة طولكرم الفلسطينية، وهو مقرئ الشام والوطن العربي، وقد كان أبرز مَن قرأ وجوّد القرآن الكريم في الإذاعات العربية في زمانه.

## نشأته وطلبه للعلم
هو الشيخ سعيد بن حسن حسين سمور، ولد في مدينة طولكرم بفلسطين عام 1917، ونشأ في مدينته في أسرة عرفت بالعلم، درس في طولكرم العلوم الشرعية والقرآن على يد عدد من العلماء والمشايخ، ثم تولى وهو شاب صغير قراءة القرآن في المساجد والاحتفالات الدينية في طولكرم.
التحق بعد ذلك بالأزهر في القاهرة وذلك في عام 1937، فأخذ هناك رواية حفص عن عاصم من طريق الشاطبية وأتقنها، كما أخذ السند المتصل إلى النبي محمد ﷺ، ثم عاد إلى طولكرم.
توجه في منتصف الأربعينات إلى دمشق والتحق فيها بمدرسة إسعاف الخيري ومعهد إحياء العلوم الشرعية، ونال عام 1960 شهادة الدراسة الشرعية بدرجة الامتياز، وجود القرآن في الإذاعة العربية السورية.
كان الشيخ سعيد سمور إمامًا لعدة مساجد في فلسطين والأردن، وأسس دورًا للقرآن في الأردن، وأشرف عليها، كما ساهم في تدقيق طباعة عدة نسخ من القرآن، وكان مستشارًا لوزارة الأوقاف الأردنية.
عمل محاضرًا للشريعة بكلية الأميرة عالية في عمان، كما عمل محاضرًا في الجامعة الأردنية منذ أوائل السبعينيات وحتى وفاته عام 1982.

## شيوخه
من شيوخه:
- الشيخ عثمان بن سليمان مراد.[5][6][7]

## تلامذته
تتلمذ على يد الشيخ سعيد حسن سمور عدد كبير من العلماء والشيوخ، منهم:
- الشيخ محمود عبد القادر إدريس.[1][8]
- الشيخ محمد سعيد محمد علي ملحس.[4]
- أستاذ الشريعة الشيخ بسام علي سلامة العموش.[2]
- الشيخ عمار توفيق أحمد بدوي.[2]
- الشيخ شويش المحاميد.[3]

وغيرهم العديد.

## تسجيلاته للقرآن في الإذاعات والتلفزة
سُجل للشيخ سعيد سمور الكثير من التسجيلات للقرآن، حيث سجلت وبثت في مجموعة كبيرة من الإذاعات والقنوات التلفزيونية منها:
- الإذاعة الأردنية.[2]
- الإذاعة السورية.[2]
- الإذاعة الكويتية.[2]
- إذاعة بي بي سي العربية.[2]
- التلفزيون الأردني.[2]

## مؤلفاته
- كتاب «السلسبيل الشافي في أحكام علم التجويد»، عام 1980،[9][10] وقد نشر الكتاب في الدول العربية، كما ساهم عددٌ من مشاهير الدعاة الإسلاميين في نشر الكتاب.[2]

## مشاركاته في المؤتمرات الدولية
مثل الشيخ سعيد سمور الأردن في عدد من المؤتمرات الدولية الخاصة بالقرآن منها مؤتمر القرآن الدولي في تركيا خلال الفترة ما بين 15 ديسمبر 1976 وحتى 21 ديسمبر 1976 بمشاركة خمس عشرة دولة. كما مثل الأردن في مؤتمر القرآن في ليبيا عام 1978.

## تلاوته القرآن في المناسبات الكبرى
اختير الشيخ سعيد سمور لتلاوة القرآن في كبرى الاحتفالات والمناسبات، فقد تلا القرآن في سوريا بحضور الرئيس جمال عبد الناصر خلال فترة الوحدة مع مصر، كما جود القرآن بالأردن في قصر رغدان الملكي أمام ملك الأردن الحسين بن طلال وولي عهده آنذاك الأمير الحسن بن طلال.

## تكريمه
نال الشيخ سعيد سمور الميدالية الذهبية للقرآن خلال مؤتمر القرآن في تركيا في ديسمبر 1976، بحضور رئيس الوزراء التركي آنذاك سليمان دميرل، كما وجه رئيس الوزراء التركي سليمان دميرل دعوة شخصية للشيخ سمور لزيارة منزله.
كان قد جرى تكريم الشيخ سعيد سمور أكثر من مرة، وفي 15 نوفمبر 2013 تم تكريم الشيخ سمور ضمن الحفل الأول لتكريم العلماء والقراء بالأردن تحت رعاية وزير الأوقاف الأردني بسام العموش الذي يعد أحد تلاميذ الشيخ سعيد سمور.

## وفاته
توفي الشيخ سعيد حسن سمور بتاريخ 30 أغسطس 1982 ميلاديًا، الموافق 11 ذو القعدة 1402 هجريًا، ودفن في «مقبرة صويلح» بالعاصمة الأردنية عمان.

## مؤلفات عنه
ألف الشيخ الفلسطيني عمار البدوي مفتي طولكرم كتابًا عن سيرة حياة الشيخ سعيد سمور.

## ثناء الشيوخ عليه
- قال الشيخ محمود إدريس: «أكرمني الله تعالى بالقراءة على شيخي وأستاذي الشيخ سعيد بن حسن سمور رحمه الله رواية حفص عن عاصم من طريق الشاطبية، وأجازني بها».[13]

- قال الشيخ القارئ محمد سعيد ملحس: «أكثر من تأثرت بقراءته وبعلمه للتجويد فضيلة الشيخ سعيد حسن حسين سمور، صاحب الصوت الجميل، بالسند المتصل إلى النبي صلى الله عليه وسلم، وهو من أقدم القراء في فلسطين والأردن».[4]

- قال الشيخ عمار البدوي: «يعد الشيخ سعيد حسن سمور من أقدم القراء في فلسطين والأردن، وكان سباقًا بتلقي رواية حفص عن عاصم بالسند المتصل، والكتابة عن القارئ المقرئ الشيخ سعيد سمور هي كتابة عن تاريخ علم التجويد برواية حفص، فما انفك اسمه عن هذا العلم المجيد؛ وتخرج على يديه ألوف الطلبة من بلادٍ شتى، فقد برع الشيخ سعيد برواية حفص عن عاصم في تلقيه لها عن شيخه عثمان سليمان مراد، وكان يعد ضمن قائمة أوائل التلاميذ البارعين عنه، فما من كاتب كتب عن الشيخ عثمان إلا وذكر الشيخ سعيد سمور في مصاف كبار القراء المصريين».[2]

## وصلات خارجية
- كتاب سيرة الشيخ سعيد حسن سمور، من تأليف الشيخ عمار البدوي.
- تلاوة نادرة للشيخ سعيد سمور على يوتيوب
- سلسلة نادرة ببعض تسجيلات الشيخ سعيد سمور على يوتيوب.
- صورة للقارئ الشيخ سعيد حسن سمور في الأزهر عام 1937.